# 蘭德 (科羅拉多州)
蘭德（英語：Rand）是位於美國科羅拉多州傑克遜縣的一個非建制地區。該地的面積和人口皆未知。

## 地理
蘭德的座標為40°27′15″N 106°10′45″W / 40.45417°N 106.17917°W，而該地的平均海拔高度為2630米（即8627英尺）。